# Oldřich Nový

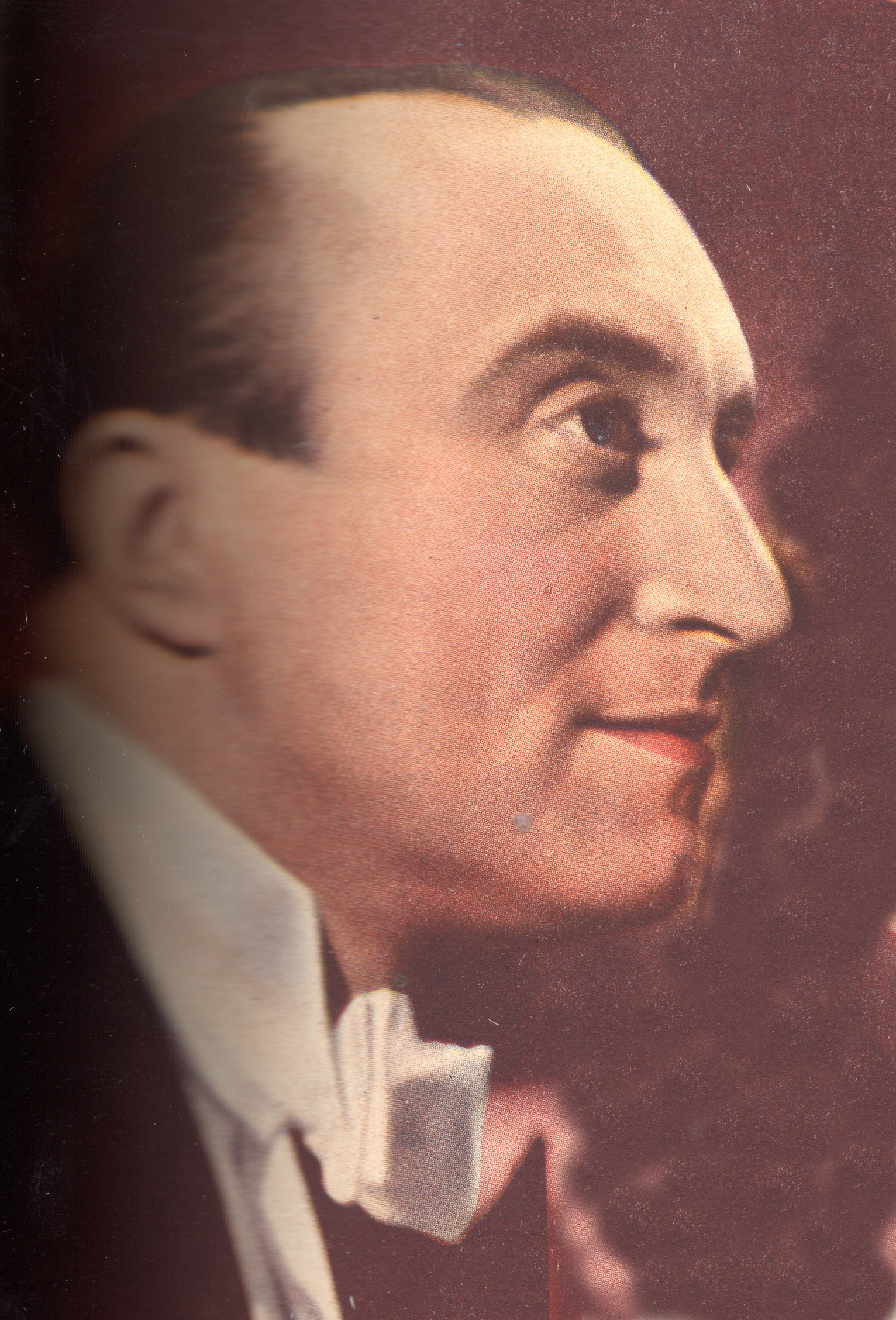
Oldřich Nový, 1941

Oldřich Nový (* 7. August 1899 in Prag; † 15. März 1983 ebenda) war ein tschechischer Schauspieler und Theaterdirektor.

## Leben
Der in der Prager Vorstadt Žižkov geborene Oldřich Nový nahm nach einer Lehre als Schriftsetzer Schauspielunterricht und trat dann im Kabarett und auf der Bühne auf. Zunächst spielte Nový in Ostrava und Brünn, er kehrte aber nach Prag zurück, wo er 1934 das Nové divadlo gründete.
Noch in der Spätphase des Stummfilms gab er sein Debüt beim Film.  Nový trat meist in Lustspielen und musikalischen Komödien auf. Er wurde gegen Ende der 1930er Jahre und unter der deutschen Okkupation zu einem der populärsten Filmdarsteller seines Heimatlandes. Wiederholt waren dabei die weiblichen Stars Adina Mandlová und Nataša Gollová seine Partnerinnen, sein bevorzugter Regisseur war Martin Frič. Von 1954 bis 1959 war Nový künstlerischer Direktor des Musiktheater Karlín, danach war er am Prager Konservatorium tätig.

## Filmografie (Auswahl)
- 1939: Kristián
- 1939: Eva macht Dummheiten (Eva tropí hlouposti)
- 1939: Das Mädchen in Blau (Dívka v modrém)
- 1941: Ein netter Mensch (Roztomilý člověk)
- 1941: Hotel Blauer Stern (Hotel Modrá hvězda)
- 1942: Valentin, der Gutmütige (Valentin dobrotivý)
- 1944: Samstag ist kein Alltag (Sobota)
- 1951: Die Stieftochter des Wilddiebs (Pytlákova schovanka)
- 1952: Eine Frau – ein Wort (Slovo dělá ženu) – auch Drehbuch
- 1954: Musik vom Mars (Hudba z Marsu)
- 1955: Laß mich nur machen (Nechte to na mně)
- 1956: Die goldene Spinne (Zlatý pavouk)
- 1961: Wo das Alibi nicht genügt (Kde alibi nestačí)
- 1962: Zwei aus jener Welt (Dva z onoho světa)
- 1965: Alibi auf dem Wasser (Alibi na vodě)
- 1966: Das Phantom von Morrisville (Fantom Morrisvillu)
- 1968: Lebemänner (Světáci)